# Thierry Wouters
Thierry Wouters est un ancien nageur belge, qui s'est spécialisé dans la nage libre. Une fois olympien, à Sydney en 2000, et ancien détenteur du record de Belgique en 50m et 100m nage libre.
Il s'est fait connaitre à l'international aux Championnats d'Europe de natation 1999 lorsqu'il a établi le record de Belgique à 22.35 lui permettant de ravir la 6ème place du 50m.
Aux Jeux olympiques d'été de 2000 à Sydney, Il   a concouru à un double sprint en nage libre. Il a posté un B-standard de 22.92(50 m) et 50.50(100 m) par rapport au championnat de Belgique de natation à Anvers,. Wouters s'est classé 32ème en 100m nage libre, et 39 en 50m nage libre.